# Santa Maria de Valldeflors
Santa Maria de Valldeflors és una església d'origen romànic al municipi de Tremp, al Pallars Jussà. És també patró de la parròquia, i de la ciutat, sant Bonifaci, màrtir, una relíquia del qual es venera a la col·legiata de Tremp.

## Història
La història d'aquesta església està molt unida a la mateixa història de Tremp, atès que la ciutat nasqué a partir de dotacions fetes a l'església canònica en el moment de la reconstrucció del temple després de les incursions alarbs pel Pallars Jussà al segle xi.

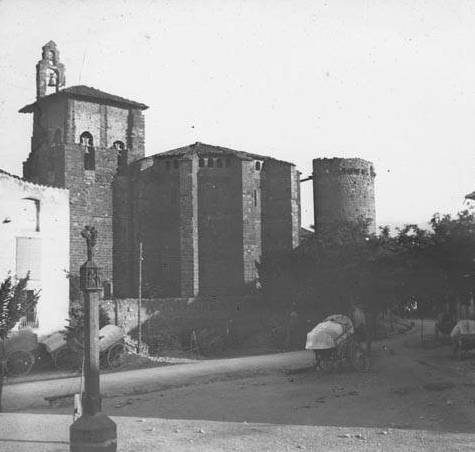
Absis de l'església de Santa Maria i creu de terme de Tremp (voltants de 1890)

 Després de les donacions fetes pels comtes de Pallars Jussà els anys 1079, foren múltiples les donacions que arribaren a la canònica de diferents senyors pallaresos, que anaren dotant la canònica de possessions en molts llocs de la comarca. Al mateix temps els comtes de Pallars Jussà anaven ampliant també les possessions de Santa Maria.
Tremp, amb aquests ajuts, anà formant un territori autònom dins del terme de Talarn, cosa que justifica la seva peculiar composició geogràfica.
Ja a partir del 1090 consta una comunitat de canonges regint aquesta església, per la qual cosa obtingué el títol de canònica. La jerarquia subsistí més enllà de la desaparició de la comunitat (al segle xviii s'hi arriben a documentar 24 membres), de manera que Santa Maria de Tremp ha estat sempre cap d'una demarcació territorial eclesiàstica, de primer en la figura de Deganat de Tremp, més tard Ardiaconat de Pallars (del 1299 en endavant), encara més tard com a Arxiprestat de Tremp, i actualment com a Arxiprestat de Pallars Jussà. Se sap que la parròquia estigué regida per un canonge almenys fins al 1852.

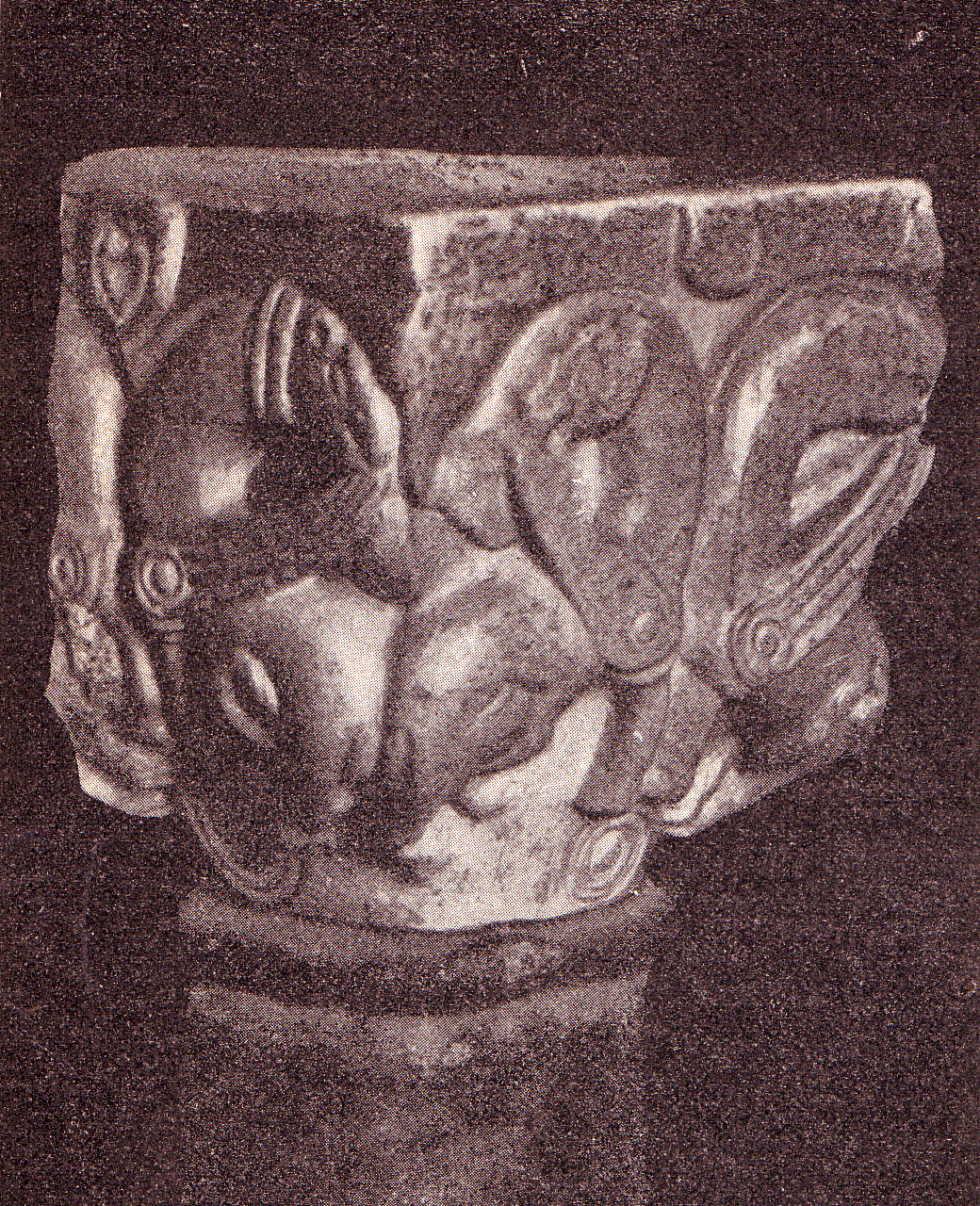
Un dels capitells conservats, el 1900 a Tremp mateix

Obra bàsicament del segle xvii, construït entre 1638 i 1647, i amb un campanar edificat el 1909, queden restes del romànic a la façana de migdia, on l'arc exterior de la porta ornat amb una bola a cada carreu no ha estat desgastat pel temps. Del claustre de l'antiga canònica augustiniana se'n conserven sis capitells al Museu Diocesà d'Urgell des del 1957 i almenys un més a Tremp mateix.
L'església compta amb interessant orgue barroc restaurat a principis de segle xx pel Dr. Pearson.
L'església de Santa Maria de Valldeflors de Tremp ha estat declarada bé cultural d'interès nacional en la categoria de monument històric, per acord del Govern de la Generalitat de Catalunya que publica el DOGC del 29 de desembre del 2006.
A finals de la dècada del 2010 Santa Maria de Valldeflors seu de l'arxiprestat del Pallars Jussà, del Bisbat d'Urgell, a més d'exercir de cap d'una agrupació de parròquies que inclou les de la Santa Creu de l'Alzina, Sant Pere d'Aransís, Sant Esteve de Castellnou de Montsec, Sant Joan Baptista de Cellers, la Mare de Déu de l'Esperança de Claret, l'Assumpció d'Eroles, Sant Pere de Fígols de Tremp, Santa Fe de Fontsagrada, Sant Pere de Gavet, la Mare de Déu del Remei de Guàrdia de Noguera, l'Assumpció de Llimiana, Sant Roc de Mata-solana, Sant Martí del Meüll, Sant Miquel de Moror, Santa Maria de Mur, Sant Urbà dels Obacs, Sant Joan Baptista de Palau de Noguera, Sant Martí de Puigcercós, Santa Anna de Puigverd, Sant Esteve de la Sarga, Sant Miquel de la Vall, Sant Salvador de Toló, Sant Serni, Sant Esteve de Tendrui, Sant Vicenç de Toló i la Mare de Déu del Roser de Vilamolat. El 2012, i des del 2005, aquesta agrupació de parròquies fou servida per un rector, un sacerdot diocesà adscrit i dos sacerdots de la Sagrada Família també adscrits.

## Arquitectura
Es tracta d'una església de nau única, amb capelles laterals, fals creuer i absis semicircular, amb contraforts a l'exterior que li donen un aire gotitzant. En l'alçat de l'interior, el més remarcable és el contrast dels elements clàssics dels suports i les cobertes de creueria, no estranyes tanmateix a l'arquitectura catalana del segle xvii. Malgrat la supressió del cor central de canonges i de l'orgue barroc el 1922 i la destrucció dels retaules durant la guerra de 1936-39, l'interior conserva part del mobiliari i la imatge de Santa Maria de Valldeflors, obra del segle xv, molt modificada.
El frontis, coronat per un gran entaulament que ressegueix els dos vessants de la teulada, és un ampli pany nu amb excepció de les obertures de l'òcul i la portalada, distribuïts en l'eix central. El portal, que du la data de 1642, és un arc de mig punt, flanquejat per parelles de columnes estriades d'ordre corinti sobre ampla socolada que, avançades sobre el pla del mur, sostenen un entaulament amb frontó circular trencat que s'obria a una fornícula, avui desapareguda.
L'obra de l'església no fou pròpiament enllestida fins que el 1908-9 s'acabà el campanar, projectat per Cot i Cot, en ubicar sobre el cos inferior quadrangular un de vuitavat, neomedievalista, desproporcionat a causa de l'alçada més reduïda que la del projecte original, i una glorieta de ferro que el corona.